# 2015年の中国サッカー・スーパーリーグ
この項目では、2015年シーズンの中国サッカー・スーパーリーグ（CSL）について述べる。
2015年の中国サッカー・スーパーリーグ（2015 Chinese Super League） は、第1シーズンが行われて以来、22回目の中国サッカー・スーパーリーグである（前身も含めれば54回目）。超級リーグとしては12回目。リーグのタイトルスポンサーは中国平安保険。広州恒大淘宝が5シーズン連続5回目の優勝を果たした。

## 昇格・降格・改名
2015年の中国サッカー・スーパーリーグ(CSL)に昇格。
- 重慶力帆
- 石家荘永昌

2015年の中国サッカー・甲級リーグに降格。
- 大連阿爾濱
- 哈爾濱毅騰

改名したクラブ。
- 上海東亜足球倶楽部から上海上港集団足球俱楽部 2014年12月[3]
- 広州恒大足球倶楽部から広州恒大淘宝足球倶楽部 2014年12月[4]
- 江蘇舜天足球倶楽部から江蘇国信舜天足球倶楽部 2015年1月[5]

## 2015年シーズンの中国サッカー・スーパーリーグのチーム
2015年シーズンの中国サッカー・スーパーリーグのチーム数は前年同様の16。
| チーム名     | 創設   | 監督                         | ホームタウン | スタジアム                 | 収容人数 | 前年度成績  |
| ------------ | ------ | ---------------------------- | ------------ | -------------------------- | -------- | ----------- |
| 広州恒大淘宝 | 1954年 | ファビオ・カンナヴァーロ     | 広州市       | 天河体育中心体育場         | 58,500人 | ( 1位)優勝  |
| 北京国安     | 1992年 | グレゴリオ・マンサーノ       | 北京市       | 北京工人体育場             | 66,161人 | ( 2位)      |
| 広州富力     | 2001年 | コスミン・コントラ           | 広州市       | 越秀山体育場               | 18,000人 | ( 3位)      |
| 山東魯能泰山 | 1983年 | クーカ                       | 済南市       | 済南奥林匹克体育中心       | 56,808人 | ( 4位)      |
| 上海上港     | 2005年 | スヴェン＝ゴラン・エリクソン | 上海市       | 上海体育場                 | 56,842人 | ( 5位)      |
| 貴州人和     | 1995年 | 李春満                       | 貴陽市       | 貴陽奥林匹克体育中心体育場 | 51,636人 | ( 6位)      |
| 天津泰達権健 | 1998年 | アリー・ハーン               | 天津市       | 天津奥林匹克体育中心体育場 | 54,696人 | ( 7位)      |
| 江蘇国信舜天 | 1994年 | 高洪波                       | 南京市       | 南京奥林匹克体育中心       | 61,443人 | ( 8位)      |
| 上海緑地申花 | 1951年 | フランシス・ジロ             | 上海市       | 上海虹口足球場             | 33,060人 | ( 9位)      |
| 遼寧宏運     | 1995年 | 陳洋                         | 盤錦市       | 盤錦奥体中心体育場         | 35,600人 | (10位)      |
| 上海申鑫     | 2003年 | 劉俊威                       | 上海市       | 上海浦東源深体育場         | 16,000人 | (11位)      |
| 杭州緑城     | 1998年 | フィリップ・トルシエ         | 杭州市       | 杭州黄龍体育中心           | 52,672人 | (12位)      |
| 長春亜泰     | 1996年 | 高敬剛                       | 長春市       | 長春経開体育場             | 25,000人 | (13位)      |
| 河南建業     | 1994年 | 賈秀全                       | 鄭州市       | 鄭州航海体育場             | 29,860人 | (14位)      |
| 重慶力帆     | 1994年 | 王宝山                       | 重慶市       | 重慶市奥林匹克体育中心     | 58,680人 | ※( 1位)優勝 |
| 石家荘永昌   | 2001年 | ヤーセン・ペトロフ           | 石家荘市     | 裕彤国際体育中心           | 38,000人 | ※( 2位)     |

※中国サッカー・甲級リーグ
- チーム名・監督・本拠地名については現時点のもの。

### 監督交代
| チーム名     | 前監督                       | 退任日         | 新監督                       | 就任日         |
| ------------ | ---------------------------- | -------------- | ---------------------------- | -------------- |
| 広州恒大淘宝 | マルチェロ・リッピ           | 2014年11月2日  | ファビオ・カンナヴァーロ     | 2014年11月5日  |
| 広州富力     | スヴェン＝ゴラン・エリクソン | 2014年11月10日 | コスミン・コントラ           | 2014年12月18日 |
| 長春亜泰     | ドラガン・オクカ             | 2014年11月12日 | 高敬剛                       | 2014年12月19日 |
| 上海上港     | 奚志康                       | 2014年11月18日 | スヴェン＝ゴラン・エリクソン | 2014年11月18日 |
| 杭州緑城     | 楊戟                         | 2014年12月2日  | フィリップ・トルシエ         | 2014年12月2日  |
| 上海緑地申花 | セルヒオ・バティスタ         | 2014年12月4日  | フランシス・ジロ             | 2014年12月4日  |
| 上海申鑫     | 郭光琪                       | 2015年4月13日  | 劉俊威                       | 2015年4月13日  |
| 貴州人和     | 朱炯                         | 2015年4月28日  | 李春満 (ケアテイカー)        | 2015年4月28日  |

## 外国人選手
外国人枠は4枠で、これとは別にアジアサッカー連盟に属する協会の国籍を有する選手の枠（所謂アジア枠）が1枠用意されている。アジア枠を含めて4人までの外国人選手を同時に出場させることが出来る。なお、香港、澳門、台湾のサッカー選手については外国人として扱わない。
| クラブ       | 選手1                        | 選手2                        | 選手3                  | 選手4                      | アジア枠                 | かつての選手1                                   |
| ------------ | ---------------------------- | ---------------------------- | ---------------------- | -------------------------- | ------------------------ | ----------------------------------------------- |
| 北京国安     | パブロ・バタージャ           | クレーベ                     | ダルコ・マティッチ     | デヤン・ダミヤノヴィッチ   | 河大成                   | エルトン・フェイズラフ                          |
| 長春亜泰     | マルセロ・モレノ             | エレク・アーコシュ           | フスティ・サボルチ     | ウウォ・ムサ・マーズ       | アンズル・イスマイロフ   |                                                 |
| 重慶力帆     | エマヌエル・ジグリオッティ   | フェルナンジーニョ           | ジャエル               | イサム・エル・アドゥア     | エイドリアン・レイジャー | グト ジャジャ                                   |
| 広州恒大淘宝 | エウケソン                   | リカルド・グラール           | パウリーニョ           | ロビーニョ                 | 金英權                   | アラン・カルヴァーリョ レネ・ジュニオール       |
| 広州富力     | レナト                       | ジェレミー・ボキラ           | アーロン・オラナレ     | ミゲル・エレーロ           | 張賢秀                   | アブデルラザク・ハムダラー 朴鍾佑               |
| 貴州人和     | ズヴェズダン・ミシモヴィッチ | セヤド・サリホヴィッチ       | ユーリ                 | リカルド・サントス         | 朴柱成                   | クシシュトフ・モンチニスキ マグヌス・エリクソン |
| 杭州緑城     | アンセルモ・ハモン           | ダヴィ・クロード・アンガン   | ロダー・アンタル       | ミロシュ・ボサンチッチ     | マシュー・スピラノビッチ | バセーム・ブーラビ イメド・ルアティ             |
| 河南建業     | イヴォ                       | エディジェイソン・ゴメス     | ハビエル・パティーニョ | マテウシュ・ザハラ         | 鄭仁煥                   |                                                 |
| 江蘇蘇寧     | サミール                     | ヴィザル・キャルタンソン     | セルビ・オッテセン     | マリウス・コンスタンティン | エスクデロ・セルヒオ     | エレウソン                                      |
| 遼寧宏運     | パウロ・エンリケ             | フランク・ボリ               | デリック・オグブ       | エリク・ビクファルヴィ     | 金裕晋                   | ジョシュ・ミッチェル ジェームズ・チャマンガ     |
| 山東魯能泰山 | ワルテル・モンティージョ     | アロイージオ                 | ジエゴ・タルデッリ     | ジュニオール・ウルソ       | ジュシレイ 2             |                                                 |
| 上海緑地申花 | ジョヴァンニ・モレノ         | アヴラアム・パパドプーロス 3 | モハメド・シソッコ     | デンバ・バ                 | ティム・ケーヒル         | パウロ・エンリケ ストフィラ・スンズ             |
| 上海申鑫     | エヴェルトン                 | ジョニー                     | ミチャエル・バランテス | ダニエル・チマ             |                          | ゼ・エドゥアルド 林裕煥                         |
| 上海上港集団 | ダリオ・コンカ               | ダヴィ                       | アサモア・ギャン       | トビアス・ヒーセン         | 金周栄                   | ジャン・エヴラール・クアシ                      |
| 石家荘永昌   | エイドゥル・グジョンセン     | ルベン・ミカエル             | マリオ・ロンドン       | ヤコブ・ムレンガ           | 趙容衡                   | ロドリゴ・デフェンジ ゲオルギ・イリエフ         |
| 天津泰達億利 | エルナン・バルコス           | ルーカス・フォンセカ         | ワグネル               | クリスティアン・タナセ     | モルテザ・プーラリガンジ | アンドレジーニョ ウィルマル・ホルダン           |

- ^1 シーズン中に解雇あるいはリザーブチームに送られた選手の欄
- ^2 パレスチナ国籍を有する
- ^3 オーストラリア国籍を有する

香港、澳門、台湾の選手は以下の通り
| クラブ     | 選手1  |
| ---------- | ------ |
| 長春亜泰   | 柯旭廷 |
| 貴州人和   | 陳昌源 |
| 杭州緑城   | 陳柏良 |
| 石家荘永昌 | 白鶴   |

## スケジュール
3月7日に開幕し、10月31日閉幕の全30節・240試合で行われる。

## 日程・結果

### 順位表
| 順 | チーム           | 試 | 勝 | 分 | 敗 | 得 | 失 | 差  | 点     | 出場権または降格                                     |
| -- | ---------------- | -- | -- | -- | -- | -- | -- | --- | ------ | ---------------------------------------------------- |
| 1  | 広州恒大淘宝 (C) | 30 | 19 | 10 | 1  | 71 | 28 | +43 | 67     | AFCチャンピオンズリーグ 2016グループステージに出場   |
| 2  | 上海上港         | 30 | 19 | 8  | 3  | 63 | 35 | +28 | 65     | AFCチャンピオンズリーグ 2016プレーオフラウンドに出場 |
| 3  | 山東魯能泰山     | 30 | 18 | 5  | 7  | 66 | 41 | +25 | 59     | AFCチャンピオンズリーグ 2016予選2回戦に出場          |
| 4  | 北京国安         | 30 | 16 | 8  | 6  | 46 | 26 | +20 | 56     |                                                      |
| 5  | 河南建業         | 30 | 12 | 10 | 8  | 35 | 30 | +5  | 46     |                                                      |
| 6  | 上海緑地申花     | 30 | 12 | 6  | 12 | 42 | 44 | −2  | 42     |                                                      |
| 7  | 石家荘永昌       | 30 | 8  | 15 | 7  | 34 | 31 | +3  | 39     |                                                      |
| 8  | 重慶力帆         | 30 | 9  | 8  | 13 | 37 | 52 | −15 | 035[2] |                                                      |
| 9  | 江蘇国信舜天     | 30 | 9  | 8  | 13 | 39 | 48 | −9  | 035[2] | AFCチャンピオンズリーグ 2016グループステージ1に出場  |
| 10 | 長春亜泰         | 30 | 8  | 11 | 11 | 39 | 47 | −8  | 035[2] |                                                      |
| 11 | 杭州緑城         | 30 | 8  | 9  | 13 | 27 | 35 | −8  | 33     |                                                      |
| 12 | 遼寧宏運         | 30 | 7  | 10 | 13 | 30 | 46 | −16 | 031[3] |                                                      |
| 13 | 天津泰達権健     | 30 | 7  | 10 | 13 | 39 | 46 | −7  | 031[3] |                                                      |
| 14 | 広州富力         | 30 | 8  | 7  | 15 | 35 | 41 | −6  | 031[3] |                                                      |
| 15 | 貴州人和 (R)     | 30 | 7  | 8  | 15 | 39 | 52 | −13 | 29     | 甲級リーグ 2016へ降格                                |
| 16 | 上海申鑫 (R)     | 30 | 4  | 5  | 21 | 30 | 70 | −40 | 17     | 甲級リーグ 2016へ降格                                |

最終更新は2015年10月31日の試合終了時
出典: CSL
順位の決定基準: 1.勝点 2.当該チーム間の勝点 3.当該チーム間の得失点差 4.当該チーム間の得点数 5.得失点差 6.得点数 7.規律得点.
1 江蘇国信舜天は2015年の中国FAカップで優勝したことにより、AFCチャンピオンズリーグ2016グループステージの出場権を獲得。

勝点が同点のチーム間の順位の決定について
1. ^ a b c 順位は当該チーム間の対戦成績による(江蘇国信舜天 1-1 長春亜泰, 長春亜泰 2-2 江蘇国信舜天, 江蘇国信舜天 1-2 重慶力帆, 重慶力帆 2-3 江蘇国信舜天, 長春亜泰 2-1 重慶力帆, 重慶力帆 2-1 長春亜泰)。
2. ^ a b c 順位は当該チーム間の対戦成績による(遼寧宏運 3-2 天津泰達権健, 天津泰達権健 0-0 遼寧宏運, 遼寧宏運 1-0 広州富力, 広州富力 0-0 遼寧宏運, 天津泰達権健 2-0 広州富力, 広州富力 1-0 天津泰達権健)。

## 得点ランキング
最終成績
| 順位   | 選手                       | 所属         | 得点 |
| ------ | -------------------------- | ------------ | ---- |
| 得点王 | アロイージオ               | 山東魯能泰山 | 22   |
| 2      | リカルド・グラール         | 広州恒大淘宝 | 19   |
| 3      | デヤン・ダミヤノヴィッチ   | 北京国安     | 16   |
| T4     | エルナン・バルコス         | 天津泰達権健 | 15   |
| T4     | エマヌエル・ジグリオッティ | 重慶力帆     | 15   |
| 6      | 武磊                       | 上海上港     | 14   |
| T7     | 郜林                       | 広州恒大淘宝 | 13   |
| T7     | ヤコブ・ムレンガ           | 石家荘永昌   | 13   |
| T9     | アンセウモ・ハモン         | 杭州緑城     | 12   |
| T9     | トビアス・ヒーセン         | 上海上港     | 12   |

## 表彰
- 中国サッカー協会年間最優秀選手賞： リカルド・グラール (広州恒大淘宝)
- 中国サッカー・スーパーリーグ得点王： アロイージオ (山東魯能泰山)
- 中国サッカー・スーパーリーグ国内得点王： 武磊 (上海上港)
- 中国サッカー協会年間最優秀GK賞： 曾誠 (広州恒大淘宝)
- 中国サッカー協会年間最優秀新人賞：該当者なし
- 中国サッカー協会年間最優秀監督賞： ルイス・フェリペ・スコラーリ (広州恒大淘宝)
- 中国サッカー協会年間最優秀審判賞： 譚海
- 中国サッカー・スーパーリーグフェアプレー賞：石家荘永昌, 杭州緑城, 重慶力帆
- 中国サッカー・スーパーリーグベストイレブン (442):
  - GK  曾誠 (広州恒大淘宝)
  - DF  張琳芃 (広州恒大淘宝),  金英權 (広州恒大淘宝),  馮瀟霆 (広州恒大淘宝),  徐雲龍 (北京国安)
  - MF  鄭智 (広州恒大淘宝),  黄博文 (広州恒大淘宝),  吳曦 (江蘇国信舜天),  ダリオ・コンカ (上海上港)
  - FW  リカルド・グラール (広州恒大淘宝),  武磊 (上海上港)